# Північна Японія
Північна Японія (яп. 北日本, きたにっぽん, きたにほん, кіта ніппон) — термін для позначення північної частини Японського архіпелагу. Антонім — Південна Японія. 
Законодавчо межі Північної Японії не визначені. Зазвичай до неї відносять регіони Хоккайдо на острові Хоккайдо та Тохоку на півночі острова Хонсю. До Другої світової війни до Північної Японії входили також Південний Сахалін та Курильські острови, які зараз належать Росії.
Північну Японію інколи зараховують до Східної Японії у широкому сенсі або включають до Північно-Східної Японії.

## Префектури
- Аоморі
- Акіта
- Івате
- Міяґі
- Фукусіма
- Хоккайдо
- Ямаґата

## Найбільші міста
- Саппоро
- Сендай
- Асахікава